# Aydın Yılmaz
Aydın Yılmaz (* 29. Januar 1988 in Istanbul) ist ein türkischer Fußballspieler.

## Karriere

### Verein
Yılmaz kommt aus der Jugend von Galatasaray Istanbul. Neben seiner Stammposition im linken Mittelfeld kann er auch auf der rechten Seite oder offensiv zentral spielen.
Erste Profi-Einsätze feierte Aydın in der Saison 2005/06, als er allen voran in der Rückrunde starke Spiele für Galatasaray absolvierte. So schoss er bei Konyaspor in der Nachspielzeit den Siegtreffer zum 1:0 und spielte sich so in die Herzen der Galatasaray-Anhänger.
In der Saison 2006/07 ist Yılmaz nicht mehr so oft eingesetzt worden. Allerdings hielten den beidfüßigen Nachwuchsspieler einige Verletzungen auf. Für die Jugend-Nationalmannschaften der Türkei absolvierte er unzählige Länderspiele.
In der Saison 2007/08 ging Yılmaz auf Leihbasis zu Vestel Manisaspor. Dort konnte er jedoch kein Spiel absolvieren, weil er sich schwer verletzte und die ganze Hinrunde war für ihn bereits beendet. Daher kehrte Aydın Yılmaz zurück nach Istanbul. Galatasaray verlieh ihn erneut für die Rückrunde an Istanbul Büyükşehir Belediyespor. Dort zeigte er gute Leistungen. Zur Saison 2008/09 kehrte Aydın zurück zu den Rot-Gelben. Außerdem verlängerte Galatasaray seinen laufenden Vertrag bis 2013.
Yılmaz wurde bis zum Saisonende 2009/10 an Eskişehirspor verliehen. Eskişehirspor besaß für ihn eine Kaufoption, diese wurde jedoch nicht genutzt.
In der Pokalpartie vom 22. Januar 2014 gegen Sanica Boru Elazığspor verdrehte sich Yılmaz während eines Zweikampf das Sprunggelenk und zog sich dabei einen Bruch in dieser Region zu. Durch diese Verletzung fiel er den Rest der Saison aus. Für die Saison 2015/16 wurde Yılmaz kein neuer Vertrag unterbreitet. Kurz darauf unterschrieb der Mittelfeldspieler beim Ligakonkurrenten Kasımpaşa Istanbul. Hier spielte er seiner ersten Saison sieben Ligaspiele und blieb die gesamte zweite Saison ohne Pflichtspieleinsatz. Mit seinem Vertragsende verließ er diesen Klub im Sommer 2017.

### Nationalmannschaft
Yılmaz spielte von der U-15 bis U-21 für alle Juniorenmannschaften der Türkei. Am 16. Oktober 2012 gab er im WM-Qualifikationsspiel gegen Ungarn sein Debüt für die Türkei. Er wurde in der 46. Spielminute für Tunay Torun eingewechselt.

## Erfolge
Galatasaray Istanbul
- Türkischer Meister: 2005/06, 2011/12, 2012/13, 2014/15
- Türkischer Pokalsieger: 2013/14, 2014/15
- Türkischer Supercupsieger: 2008, 2012
- Emirates-Cup-Sieger: 2013

Türkische A2-Nationalmannschaft
- Sieger des International Challenge Trophys: 2011–13